# 瞿景淳墓
瞿景淳墓位于中国江苏省苏州常熟市虞山南麓赵家浜、虞山南路北侧路边，柳如是墓西北侧，为明代官员瞿景淳的墓葬，其子瞿汝稷、瞿汝益、瞿汝说附葬。墓道顺山势而上，墓前原有石亭、石坊、石象生和神道碑等，今均已不存。1983年重修时移他处石象生（石马和石翁仲各一对）于此，2002年重建三间四柱式牌坊和石亭一对，牌坊上刻“明瞿文懿公墓道”。

## 图集
- 牌坊
- 自牌坊处看墓道
- 自石亭处看墓道
- 石亭
- 石马
- 石翁仲
- 自拜台处看罗城和墓堆
- 墓堆
- 自墓堆回望墓道